# Ulrich II. von Rechberg
Ulrich II. von Rechberg war Bischof von Speyer von 1178 bis 1187.
Ulrich II. von Rechberg stammte aus dem schwäbischen Adelsgeschlecht der Grafen von Rechberg. Laut der Rechbergschen Familienchronik wurde Ulrich II. im Jahre 1163 in Heuchlingen geboren. Später stattete er seine beiden eigenen Adelssitze Rosenstein und Lauterburg mit Kapellen aus. Zudem gilt er als Erbauer der bischöflichen Burg Bruchsal.
Ulrich II. entstammt einer Familie, die engste Kontakte zu den Staufern besaß. Sein gleichnamiger Vater übte zuerst das Amt des Kastellans auf dem Hohenstaufen aus, ehe er unter Herzog und später König Philipp von Schwaben das Amt des schwäbischen Marschalls wahrnahm. Sein Bruder Hildebrand folgte dem Vater im Amt nach, sein Bruder war Bischof Siegfried von Augsburg. Ulrich II. selbst steht in einer Reihe von Speyerer Bischöfen, die eng an die staufischen Kaiser angelehnt waren.